# Рінальдо Фрецца
Рінальдо Фрецца (італ. Rinaldo Frezza, нар. 24 лютого 1943, Падуя) — італійський футболіст, що грав на позиції півзахисника.
Виступав, зокрема, за клуб «Падова».

## Ігрова кар'єра
У дорослому футболі дебютував 1962 року виступами за команду «Падова», в якій провів один сезон, взявши участь у 6 матчах чемпіонату. 
Протягом 1963—1964 років захищав кольори клубу «Вітторіо Венето».
Своєю грою за останню команду знову привернув увагу представників тренерського штабу клубу «Падова», до складу якого повернувся 1964 року. Цього разу відіграв за клуб з Падуї наступні три сезони своєї ігрової кар'єри.
Згодом з 1967 по 1968 рік грав у складі команд «Брешія» та «Модена».
Завершив ігрову кар'єру у команді «Перуджа», за яку виступав протягом 1968—1969 років.